# Platinum Tower
El Platinum Tower es una lujosa edificación ubicada en el sector de Punta Paitilla, Panamá, Panamá. Construida en 1996. A pesar de que se han construido edificaciones de mayor altura, la Torre Platinum sigue siendo una de las más altas de Paitilla. Fue construido con el sistema de acero post-tensado más alto del mundo. Mide 158 m de altura.

## Detalles Importantes
- Edificio de uso residencial.
- Su construcción finalizó en 1996.
- Los materiales que se usaron en su construcción fueron: vidrio, acero.